# Thumsee
Der Thumsee ist ein See in der Gemarkung Karlstein gut drei Kilometer westlich des Stadtzentrums von Bad Reichenhall sowie rund 1400 Meter westlich des Ortszentrums von Karlstein im Landkreis Berchtesgadener Land im Süden Bayerns (Deutschland) und befindet sich in Privatbesitz. Ebenso ist Thumsee die Bezeichnung des Bad Reichenhaller Ortsteiles, der im Norden und Nordosten des Sees liegt.

## Name
Der See wurde im Jahr 1563 als Dumbsee erstmals schriftlich erwähnt. Die Deutung des Namens ist unsicher. Er könnte sich vom mittelhochdeutschen Wort tumb „stumm“ oder vom lateinischen Wort dumosus „mit Gestrüpp bewachsen“ ableiten.

## Beschreibung
Der See liegt in einem nach ihm benannten Landschaftsschutzgebiet. Er ist rund 1 Kilometer lang und etwa 325 Meter breit. Seine tiefste Stelle liegt 21 m unter der Wasseroberfläche. Der Thumsee ist sommers ein in der Gegend um Bad Reichenhall sehr beliebter Badesee, es gibt eine öffentliche Liegewiese sowie das Thumseebad, ein Schwimmbad mit entsprechender Infrastruktur und einem Terrassencafé. Ein Rundwanderweg und zwei Ausflugsgaststätten ziehen ganzjährig Spaziergänger an. Der See ist durch eine Stadtbuslinie der Stadtwerke Bad Reichenhall an den ÖPNV angeschlossen.
Eine Besonderheit ist die östlich des Sees an dem 4.599 m² großen Sumpfweiher „Seemösl“ oder „Seerosensee“ gelegene Seerosenfarm. Sie wurde bereits 1936 angelegt und ist damit die älteste in Deutschland. Es wurden hier neun verschiedene Sorten gezüchtet. Da die Anlage nicht mehr gepflegt wird, blühen dort heute fast keine Seerosen mehr. 
Der See fließt über das Seemösl und im weiteren Verlauf über den Seebach (ab Nonn Hosewasch oder auch Hoswaschbach), ab. Im Südwesten liegt der Hauptzufluss Nesselgraben, der auf den letzten drei- bis vierhundert Metern versickert und unterirdisch dem See zufließt. Hier ist auf der amtlichen topographischen Karte von 1959 noch der Egelsee eingezeichnet. Zu diesem früheren See hieß es aber bereits 1841 „Südwestlich ... liegt im Nößlgrabenthal ein kleiner See, Egelsee genannt, der aber nun fast ausgetrocknet ist.“ Der Thumsee zeichnet sich durch sein klares Wasser und den Fischreichtum aus.
Am 13. April 2007 sowie am 27. Juli 2013 kam es nach längerer Trockenheit zu einem drei Tage anhaltenden Waldbrand auf dem angrenzenden Antoniberg, bei dem etwa 20 bis 30 Hektar Schutzwald betroffen waren. Es musste der Katastrophenfall ausgerufen werden. Der Thumsee diente dabei als Löschwasserquelle für die Feuerwehren und die zeitweise bis zu 9 Hubschrauber, die das Feuer mit Löschwasserbehältern bekämpften.